# فلو رايدا
ترامَر ديلارد (بالإنجليزية:Tramar Dillard) والمعروف باسم الفني فلو رايدا (بالإنجليزية: Flo Rida) ولد في 16 ديسمبر 1979
هو مغني راب أمريكي ومؤلف.أطلق أول البومه له mail on Sunday، في مارس 2008.أطلق أول أغنية منفرد "low" بالاشتراك مع T-Pain، اعتلى توب لمدة 10 اسابيع
في الولايات المتحدة. واطلق البومه الثاني ROOTS في مارس 2009 ولقد حقق نجاحا باهراً. وأشهر أغنية "Right Round"
اعتلى توب لمدة لمدة 6 أسابيع. واطلق البومين اخرين Only One Flo (Part 1) وwild onse

## حياته
ترامَر ديلارد ولد في كارول، فلوريد هو ذكر الوحيد من بين سبع اخوات. أسس فرقة GroundHoggz مع بعض الأصدقاء والهواة واستمرت إلى ثمان سنوات
بعد تخرجه من الثانوية عام 1989 درس إدارة الأعمال الدولية في جامعة نيفاد،لاس فيغاس لمدة عامين ثم عاد إلى فلوريد للاستمرار في متابعة مسيرته
الموسيقىة بعد تلقي مكالمة هاتفية من مؤسس شركة بوه بوي للتسجيلات. وقع عقد مع بوه بوي وبد الانضمام إلى مغنين آخرين مثل Rick Ross، ترينا، T-Pain، وتعاون مع دي جي خالد في البومه we the best

## 2007 - 2008: بريد الاحد
أطلق أول أغنية منفرد "low" بالاشتراك مع T-Pain، من البوم «بريد الاحد» (بالإنجليزية:Mail on Sunday) ظهرت أغنيته في فيلم (بالإنجليزية:Step Up 2: The Streets)من ما زاد شهرته. وأطلق أغنية ثاني من البوم المصعد (بالإنجليزية: Elevator) بالاشتراك إنتاج
Timbaland . T-Pain هو أحد الضيوف الميزين في البوم والكثير مثل Timbaland
بعد نجاح البوم اشتراك مع العديد من المغنين مثل Lady Gaga في البوم The Fame

## روابط خارجية
- فلو رايدا على موقع IMDb (الإنجليزية)
- فلو رايدا على موقع ميوزك برينز (الإنجليزية)
- فلو رايدا على موقع رولينغ ستون (الإنجليزية)
- فلو رايدا على موقع إن إن دي بي (الإنجليزية)
- فلو رايدا على موقع أول ميوزيك (الإنجليزية)
- فلو رايدا على موقع أول ميوزيك (الإنجليزية)
- فلو رايدا على موقع ديسكوغز (الإنجليزية)
- فلو رايدا على موقع ديسكوغز (الإنجليزية)
- فلو رايدا على موقع قاعدة بيانات الفيلم (الإنجليزية)